# معركة غابة مورييل
 معركة غابة مورييل  (30 مارس 1918) هي اشتباك وقع خلال الحرب العالمية الأولى على ضفاف نهر آرفي في فرنسا، عندما هاجم لواء الفرسان الكندي الكتيبة الساكسونية الثالثة والعشرين، وأجبرها على الانسحاب من غابة مورييل، من موقع استراتيجي على ضفاف النهر. ساهم هذا الانتصار في إيقاف الهجوم الألماني في عام 1918. وخلال المعركة، حصل الكندي جوردون فلوردو على صليب فيكتوريا.